# Chi-huang Tsai
Chi-huang Tsai (29 september 1968) is een golfprofessional uit Taipei. Hij woont in Shanghai.
Tsai speelde vooral toernooien van de Omega China Tour, en won in 2008 het Luxehills Chengdu Open, twee jaar voordat het toernooi deel uit ging maken van de OneAsia Tour. 
Daarnaast speelde ieder jaar een paar toernooien op de Aziatische Tour, maar nadat de 44-jarige speler in 2012 zijn eerste overwinning behaalde, ondanks een laatste ronde van 76, verdiende hij naast zijn prijzengeld ook twee jaar speelrecht op de Asian Tour.    

## Gewonnen
Aziatische Tour
- 2012: Mercuries Taiwan Masters (288, -4)

Omega China Tour
- 2008: Luxehills Championship

Elders
- 1997: Taiwan Open
- 2002: Mercuries Taiwan Masters

## Teams
- World Cup (namens Taiwan): 1999